# Sankt Pauls Plads
Sankt Pauls Plads er en plads i kvarteret Nyboder i Indre By i København. Pladsen ligger foran og rundt om Sankt Pauls Kirke, der er opkaldt efter apostelen Paulus. Pladsen afgrænses mod nord af Gernersgade og mod syd af Olfert Fischers Gade. Desuden gennemskæres den af Sankt Pauls Gade, mens Rævegade og Adelgade støder op til den.
Området blev oprindeligt bebygget som en del af den første del af Nyboder, der blev opført af kong Christian 4. i 1630'erne og 1640'erne. Dengang var der dog ingen plads, og hvor kirken nu ligger, fortsatte Rævegade tværs igennem til Krusemyntegade. I 1870'erne blev store dele af kvarteret imidlertid saneret. Kirken blev opført i 1872-1877, mens Adelgade blev rettet ud, så den kom til at munde ud i den nye plads ved kirken. Navnet Sankt Pauls Plads kom til omkring 1899, om end det dog først blev officielt i 1930.
Bebyggelsen omkring pladsen er af blandet karakter. På den østlige side ved Sankt Pauls Gade ligger en længe med enetages Nyboder-huse, de eneste overlevende fra Christian 4.s tid. Ved Olfert Fischers Gade ligger toetages Nyboder-huse fra 1750'erne af den type, der i dag er almindelige i Nyboder, men som nu mest findes i området nord for pladsen. På den østlige og nordlige side ligger i øvrigt de såkaldte "Grå stokke", som arkitekten Olaf Schmidth opførte en række af i kvarteret i 1886-1893. De var inspireret af de mange arbejderboliger, der opførtes på den tid, men tilpasset Nyboders eksisterende arkitektur. På den vestlige side ligger der etageejendomme, blandt andet en hjørneejendom ved Gernersgade fra 1874.
Foran pladsen ligger der to indhegnede grønne anlæg til hver sin side. Resten af pladsen af belagt med brosten.